# Kalliopé
A Kalliopé görög eredetű női név, a kilenc múzsa egyikének a neve, aki az epikus költészet múzsája volt, Hésziodosz szerint a szép szavú.

## Gyakorisága
Az 1990-es években szórványos név, a 2000-es években nem szerepel a 100 leggyakoribb női név között.

## Névnapok
- június 8.[2]

## Híres Kalliopék
- Kalliopé: a görög mitológiában az epikus költészet múzsája